# أوك غروف
أوك غروف (بالإنجليزية: Oak Grove)‏ هي مدينة في مقاطعة كرستشيان، كنتاكي، الولايات المتحدة، وهي مجاورة لقاعدة فورت كامبل العسكرية. بلغ عدد السكان 7,489 نسمة في تعداد الولايات المتحدة 2010. وهي جزء من منطقة كلاركسفيل تينيسي-كنتاكي العمرانية الإحصائية.
أوك غروف هي واحدة من مدن ولاية كنتاكي في المنشأة حديثا. وقد أدرجت في 24 سبتمبر 1974.

## التركيبة السكانية
حدّد مكتب تعداد الولايات المتحدة بيانات التركيبة السكانية لأوك غروف في تعداد الولايات المتحدة. في ما يلي، التركيبة السكانية حسب تعدادي 2000 و2010.

### تعداد عام 2000
بلغ عدد سكان أوك غروف 7,064 نسمة بحسب تعداد عام 2000، وبلغ عدد الأسر 2,529 أسرة وعدد العائلات 1,822 عائلة مقيمة في المدينة. في حين سجلت الكثافة السكانية 254.1 نسمة لكل كيلومتر مربع (658.1/ميل2). وبلغ عدد الوحدات السكنية 2,912 وحدة بمتوسط كثافة قدره 104.7 لكل كيلومتر مربع (271.2/ميل2).
وتوزع التركيب العرقي للمدينة بنسبة 61.72% من البيض و25.81% من الأمريكيين الأفارقة و1.03% من الأمريكيين الأصليين و1.64% من الأمريكيين ذوي الأصول الآسيوية و0.51% من سكان جزر المحيط الهادئ و3.94% من الأعراق الأخرى و5.35% من عرقين مختلطين أو أكثر و9.41% من الهسبانيون أو اللاتينيون من أي عرق.
بلغ عدد الأسر 2,529 أسرة كانت نسبة 52.4% منها لديها أطفال تحت سن الثامنة عشر تعيش معهم، وبلغت نسبة الأزواج القاطنين مع بعضهم البعض 58.5% من أصل المجموع الكلي للأسر، ونسبة 10.3% من الأسر كان لديها معيلات من الإناث دون وجود شريك، بينما كانت نسبة 3.2% من الأسر لديها معيلون من الذكور دون وجود شريكة وكانت نسبة 28% من غير العائلات. تألفت نسبة 17.6% من أصل جميع الأسر من عدة أفراد يعيشون في نفس المنزل ونسبة 0.8% كانت تتألف من شخص يعيش بمفرده يبلغ من العمر 65 عاماً أو أكثر. وبلغ متوسط حجم الأسرة المعيشية 2.79، أما متوسط حجم العائلات فبلغ 3.14.
بلغ العمر الوسطي للسكان 23.8 عاماً. وكانت نسبة 32.2% من القاطنين تحت سن الثامنة عشر، وكانت نسبة 23.4% بين الثامنة عشر والرابعة والعشرين عاماً، ونسبة 38.5% كانت واقعةً في الفئة العمرية ما بين الخامسة والعشرين والرابعة والأربعين عاماً، ونسبة 4.9% كانت ما بين الخامسة والأربعين والرابعة والستين، ونسبة 1% كانت ضمن فئة الخامسة والستين عاماً فما فوق. يوجد لكل 100 أنثى 113.1 ذكر، ويوجد لكل 100 أنثى في الثامنة عشر من عمرها فما فوق 115.7 ذكر.
بلغ متوسط دخل الأسرة في المدينة 32,235 دولارًا، أما متوسط دخل العائلة فبلغ 31,972 دولارًا. وكان متوسط دخل الذكور 25,497 دولارًا مقابل 18,994 دولارًا للإناث. وسجل دخل الفرد الخاص بالمدينة 13,769 دولارًا. وكانت نسبة 7.9% من العائلات ونسبة 10.6% من السكان تحت خط الفقر، وكان من هؤلاء نسبة 13.1% تحت سن الثامنة عشر ونسبة 8% في الخامسة والستين من العمر وما فوق.

### تعداد عام 2010
بلغ عدد سكان أوك غروف 7,489 نسمة بحسب تعداد عام 2010، وبلغ عدد الأسر 2,779 أسرة وعدد العائلات 1,923 عائلة مقيمة في المدينة. في حين سجلت الكثافة السكانية 269.4 نسمة لكل كيلومتر مربع (697.7/ميل2). وبلغ عدد الوحدات السكنية 3,343 وحدة بمتوسط كثافة قدره 120.3 لكل كيلومتر مربع (311.6/ميل2).
وتوزع التركيب العرقي للمدينة بنسبة 63.47% من البيض و22.23% من الأمريكيين الأفارقة و1.20% من الأمريكيين الأصليين و1.63% من الأمريكيين ذوي الأصول الآسيوية و0.65% من سكان جزر المحيط الهادئ و4.43% من الأعراق الأخرى و6.38% من عرقين مختلطين أو أكثر و13.25% من الهسبانيون أو اللاتينيون من أي عرق.
بلغ عدد الأسر 2,779 أسرة كانت نسبة 48.4% منها لديها أطفال تحت سن الثامنة عشر تعيش معهم، وبلغت نسبة الأزواج القاطنين مع بعضهم البعض 48.6% من أصل المجموع الكلي للأسر، ونسبة 15.8% من الأسر كان لديها معيلات من الإناث دون وجود شريك، بينما كانت نسبة 4.9% من الأسر لديها معيلون من الذكور دون وجود شريكة وكانت نسبة 30.8% من غير العائلات. تألفت نسبة 23.4% من أصل جميع الأسر من عدة أفراد يعيشون في نفس المنزل ونسبة 1.3% كانت تتألف من شخص يعيش بمفرده يبلغ من العمر 65 عاماً أو أكثر. وبلغ متوسط حجم الأسرة المعيشية 2.69، أما متوسط حجم العائلات فبلغ 3.16.
بلغ العمر الوسطي للسكان 24.1 عاماً. وكانت نسبة 32.8% من القاطنين تحت سن الثامنة عشر، وكانت نسبة 21.4% بين الثامنة عشر والرابعة والعشرين عاماً، ونسبة 35.1% كانت واقعةً في الفئة العمرية ما بين الخامسة والعشرين والرابعة والأربعين عاماً، ونسبة 9.3% كانت ما بين الخامسة والأربعين والرابعة والستين، ونسبة 1.4% كانت ضمن فئة الخامسة والستين عاماً فما فوق. وتوزع التركيب الجنسي للسكان بنسبة 50.3% ذكور و49.7% إناث.